# Guide (Lancashire)
Guide – wieś w Anglii, w hrabstwie ceremonialnym Lancashire, w dystrykcie (unitary authority) Blackburn with Darwen. Leży 32 km na północny zachód od miasta Manchester i 292 km na północny zachód od Londynu.